# 岩井万実
岩井 万実（いわい まみ）は、奈良県出身のタレントである。パートナーズ・プロ所属。

## 人物
- 157cm。45kg(2021年5月時点)。
- 大和高田市立高田商業高等学校で、野球部のマネージャーを務めていた。
- 最終学歴は、常磐会短期大学卒業。
- 趣味は、野球観戦、ショッピング。特技は、野球のスコアブックをつけられること。小4まで水泳選手だった。
- 両親は大阪出身。母はそろばんの先生。
- 所持資格：普通自動車免許、保育士、幼稚園2種免許、珠算実務検定1級、簿記実務検定1級、珠算・電卓実務検定1級。

## 出演

### テレビ
- MONOモノ倶楽部（読売テレビ）2022年3月31日まではリポーター役（準レギュラー）、2022年4月4日からレギュラー
- 街道てくてく旅（NHK-BS2・BShi、2010年5月11日 / NHK総合（関西地区のみ）、2010年5月）
- おはようコールABC（朝日放送、- 2009年3月）
- 高校野球ハイライト ドラマティックナイン（奈良テレビ、2006年 - 2011年）
- 京都!ちゃちゃちゃっ（京都チャンネル＆KBS京都、2006年4月 - 2007年3月）
- Go!Go!kyo-walk（京都チャンネル＆KBS京都）
- えぇやん（J:COM関西）
- チェック・ザ・じぇい☆ぽん（J:COM神戸・芦屋）
- 週刊タイガースかわら版（ベイ・コミュニケーションズ）
- Hometown J:COMパーク（J:COM 大阪セントラル、2009年4月 - ）
- クイズどんでんグランプリ（KCN）
- 野村情報トレイン（KCN）
- わが街わかやま（テレビ和歌山）リポーター
- 情報スロット999（ケーブルウエスト）
- コンシェルジュ（奈良テレビ）
- Kパラnext（KCN）
- ほんでミーゴ（KCN）
- ゆうドキッ!（奈良テレビ、2014年4月 - 2015年3月）月曜アシスタント

### ラジオ
- 第90回 全国高校野球選手権記念大会中継（ABCラジオ、2008年8月）アルプスリポート
- ABCフレッシュアップベースボール（ABCラジオ、2009年度 - ）スタジオ担当
- わくわく堺!集まれ堺!（ラジオ大阪公開番組）MC
- 金曜やのパンチ★（KBS京都）やのぱん
- 近兼拓史のウィークリーワールドニュース（ラジオ大阪 月曜 24:00 - 24:30、2014年7月7日 - ）
- わかさ生活 社長角谷建耀知の「人生は蒔いた種の通りに実を結ぶ」（KBS京都・ラジオ関西・ラジオ日本 東北放送、2015年1月-）MC
- 森谷威夫のお世話になります!!（KBS京都)「京の杜プロジェクト」リポーター
- 20/4（FM滋賀）木曜担当
- 桂吉の丞のおつかれさん!（KBS京都、2022年3月29日 - ）アシスタント

### CM
- パートナーズ・プロ(ナレーション、奈良テレビ、高校野球奈良大会の3回戦以降で放送)

### イベント
- スポーツフェスティバル MC
- 第6回天満音楽祭（2005年10月9日）